# Heerlijkheid Aarle
Aarle is een voormalige heerlijkheid gelegen in de huidige Nederlandse provincie Noord-Brabant.
Vanaf de 14e eeuw was het een deel van de heerlijkheid Rixtel, samen met Beek, Donk en Stiphout. Beek en Donk alsook Stiphout werden in 1642 een afzonderlijke heerlijkheid.
Het was een kleine heerlijkheid die omstreeks 1810 samen met Rixtel de gemeente Aarle-Rixtel zou vormen.
In Aarle bevindt zich onder andere kasteel Croy, de kapel van Onze Lieve Vrouw in 't Zand en het middeleeuwse hagelkruis Aarle-Rixtel. Ook de huidige kern van het dorp Aarle-Rixtel bevindt zich in Aarle.